# به من میگن پاگنده
به من میگن پاگنده (انگلیسی: Flatfoot) فیلمی در ژانر کمدی به کارگردانی استنو است که در سال ۱۹۷۳ منتشر شد. از بازیگران آن می‌توان به باد اسپنسر و آدالبرتو ماریا مرلی اشاره کرد.